# ECHL General Manager of the Year Award
Der ECHL General Manager of the Year Award ist eine Eishockeytrophäe der ECHL. Sie wurde seit 2016 jährlich an den General Manager eines Franchises verliehen, der sich im Verlauf der jeweiligen Spielzeit als der Fähigste erwiesen hat. Im Jahre 2022 wurde sie jedoch umgewidmet und geht nun an das Hockey Operations Department of the Year, also die gesamte Abteilung eines Teams und nicht mehr an einen einzelnen General Manager. Der Gewinner wird von den Cheftrainern der ECHL gewählt.

## Gewinner
| Saison  | Manager             | Team                     |
| ------- | ------------------- | ------------------------ |
| 2024/25 | Toledo Walleye      | Toledo Walleye           |
| 2023/24 | Jacksonville Icemen | Jacksonville Icemen      |
| 2022/23 | Idaho Steelheads    | Idaho Steelheads         |
| 2021/22 | Toledo Walleye      | Toledo Walleye           |
| 2020/21 | Bruce Ramsay        | Wichita Thunder          |
| 2019/20 | Steve Martinson     | Allen Americans          |
| 2018/19 | Rob Murray          | Tulsa Oilers             |
| 2017/18 | Rob Concannon       | South Carolina Stingrays |
| 2016/17 | Chris Stewart       | Colorado Eagles          |
| 2015/16 | Richard Matvichuk   | Missouri Mavericks       |